# Charles Roven
Charles Roven est un producteur de cinéma américain, né le 2 août 1949 aux États-Unis. C'est l'un des fondateurs d'Atlas Entertainment.

## Filmographie

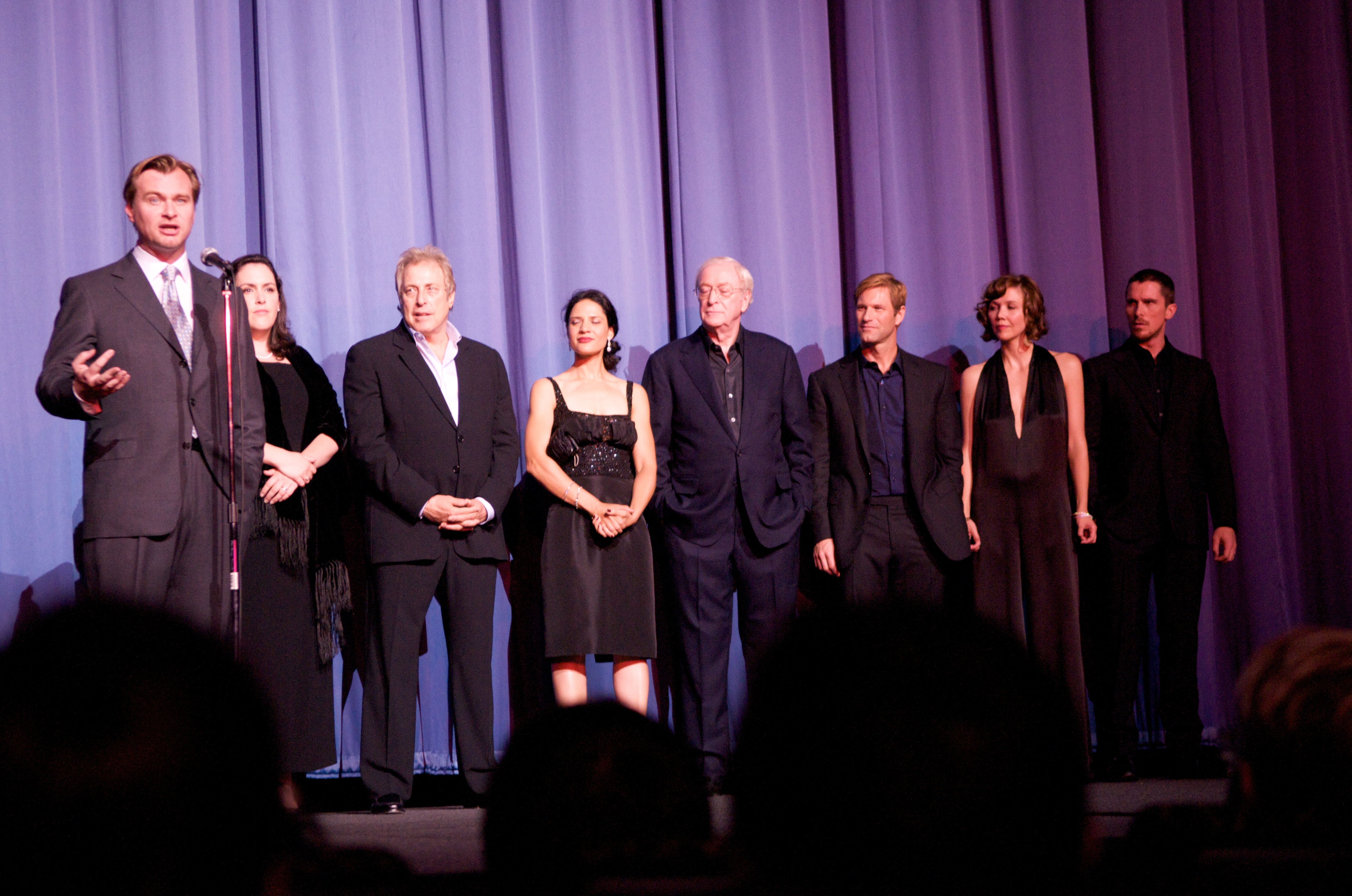
En avant-première pour The Dark Knight à Londres, le 14 juillet 2008. De gauche à droite : Christopher Nolan, Emma Thomas, Charles Roven, Monique Curnen, Michael Caine, Aaron Eckhart, Maggie Gyllenhaal et Christian Bale.

- 1983 : Pied au plancher (Heart Like a Wheel) de Jonathan Kaplan
- 1987 : Made in USA de Ken Friedman
- 1989 : Johnny Belle Gueule (Johnny Handsome) de Walter Hill
- 1989 : Le Sang des héros (The Blood of Heroes) de David Webb Peoples
- 1990 : Cadillac Man de Roger Donaldson
- 1992 : Sang chaud pour meurtre de sang-froid (Final Analysis)
- 1995 : Angus de Patrick Read Johnson
- 1995 : L'Armée des douze singes (Twelve Monkeys) de Terry Gilliam
- 1998 : Le Témoin du mal (Fallen) de Gregory Hoblit
- 1998 : La Cité des anges (City of Angels) de Brad Silberling
- 1999 : Les Rois du désert (Three Kings) de David O. Russell
- 2002 : Rollerball de John McTiernan
- 2002 : Scooby-Doo de Raja Gosnell
- 2003 : Le Gardien du manuscrit sacré (Bulletproof Monk) de Paul Hunter
- 2004 : Scooby-Doo 2 : Les monstres se déchaînent (Scooby Doo 2: Monsters Unleashed) de Raja Gosnell
- 2005 : Match en famille (Kicking and Screaming) de Jesse Dylan
- 2005 : Batman Begins de Christopher Nolan
- 2005 : Les Frères Grimm (The Brothers Grimm) de Terry Gilliam
- 2006 : Idlewild Gangsters Club (Idlewild)
- 2007 : Afro Samurai (feuilleton TV)
- 2007 : Live ! de Bill Guttentag
- 2008 : Braquage à l'anglaise (The Bank Job) de Roger Donaldson
- 2008 : The Dark Knight : Le Chevalier noir de Christopher Nolan
- 2010 : Le Dernier des Templiers de Dominic Sena
- 2012 : The Dark Knight Rises de Christopher Nolan
- 2013 : American Bluff de David O. Russell
- 2015-2017 : 12 Monkeys (série télévisée) - 24 épisodes
- 2016 : Batman v Superman : L'Aube de la justice de Zack Snyder
- 2016 : Suicide Squad de David Ayer
- 2016 : La Grande Muraille (The Great Wall, 長城) de Zhang Yimou
- 2017 : Wonder Woman de Patty Jenkins
- 2017 : Justice League de Zack Snyder
- 2020 : Scooby ! (Scoob!) de Tony Cervone
- 2020 : Wonder Woman 1984 de Patty Jenkins
- 2021 : The Suicide Squad de James Gunn
- 2022 : Uncharted de Ruben Fleischer
- 2023 : Oppenheimer de Christopher Nolan
- 2025 : Mercy de Timur Bekmambetov